# محرك شوطين
المحرك ثنائي الأشواط أو محرك الشوطين هو محرك احتراق داخلي يعمل بشوطين اثنين للمكبس وليس الأربعة أشواط المعتادة.
ويقتصر شوطي ذلك المحرك على شوط الانضغاط وشوط الإشعال. ويمكنه أداء ذلك باستخدام في نفس الوقت بدء شوط الضغط ونهاية شوط الإشعال في سحب الوقود وبالتالي في طرد العادم.
يستعمل هذا النوع من المحركات بصفة خاصة في الدراجات النارية، والمنشار الآلي اليدوي.
تشبه محرك أوتو (البنزين) رباعي الأشواط، إلا أنها تقتصر على لفة واحدة للعمود المرفقي لكل دورة تشغيل، وذلك لأن سحب خليط الهواء والوقود يتم عن طريق علبة المرافق مانعة تسرب الغاز. ويعمل كل من علبة المرافق والجانب السفلي من الكبّاس معاً كمضخة تحميل، تقوم في نفس الوقت بملء الأسطوانة عن طريق منفذ الكسح، وطرد غازات العادم.

## مميزات

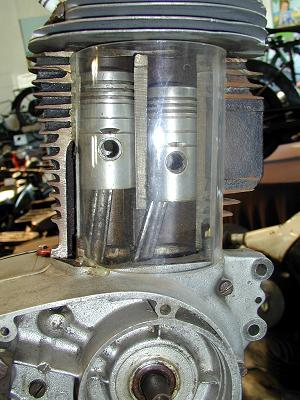
محرك شوطين يعمل بأسطوانيتن متوازيتين.

بساطة تصميمه، حيث يخلو من عناصر تحكم التبدّل الغازي. فالتحكم في دخول وخروج الغازات عن طريق قنوات في جدار الأسطوانة يتحكم بها الكبّاس.
- انتظام عزم دورانه.[1]

ورغم أن محرك الشوطين يحقق ضعف عدد دورات تشغيل المحرك رباعي الأشواط، إلا أنه لا يحقق قدرة أداء مماثلة، فلا يعد عدد الدورات من مميزاته.

## عيوب
- أثناء التبدّل الغازي يفقد كثير من شحنات الغاز الجديدة، لأنها تنظف الأسطوانة. كما تضغط شحنات الغاز الجديدة العادم إلى ماسورته فتختلط تلك الغازات معاً، ممّا يخفض قدرة المحرك ويزيد معدل استهلاك الوقود. وتسمى هذه العملية التبدّل الغازي المفتوح.[1]
- رداءة درجة الامتلاء.[1]

## سمات أخرى
- لأن علبة المرافق تستعمل في شوط السحب، لا يمكن استخدامها حوضا للزيت. لذلك يجب خلط زيت التزليق مع الوقود، مما يكوّن طبقة رقيقة داخل المحرك تعمل على تزليق المكابس وأسطح الأسطوانة الداخلية.[1]
- التحميل الحراري لمحرك الشوطين أعلى من رباعي الأشواط بسبب زيادة مضاعفة عدد دورات التشغيل. لذلك تحتاج محركات الشوطين لتبريد أفضل؛ كما لا يجوز تصميمها بأحجام كبيرة حيث يراد منها خفة الوزن.[1]